# Parco di Bruxelles
Il Parc de Bruxelles (in olandese Warandepark), un tempo comunemente noto anche come Parco Reale (in francese Parc Royal, in olandese Koninklijk Park), è un parco pubblico cittadino situato nel centro di Bruxelles, nel Quartiere reale. Ha una superficie di oltre 13 ettari, con un’impostazione marcatamente simmetrica, ed è delimitato da rue Royal, rue de la Loi, rue Ducale e place des Palais; il Parc de Bruxelles si trova direttamente tra il Palazzo Reale e il Palace de la Nation, dove risiede il Parlamento federale del Belgio.
È decorato con imponenti cancelli d’ingresso, due maestose fontane (di cui una ottagonale) e da una sessantina di sculture, la maggior parte delle quali espone temi tratti dalla mitologia dell'antichità; al suo interno si trovano un teatro (Royal Park Theatre), un centro ricreativo e concertistico (Vauxhall) completato da un chiosco ligneo in stile moresco edificato per ospitare i concerti estivi e una cassa armonica in ghisa di forma dodecagonale.
Durante l'estate, il parco è sede di numerose attività culturali e spettacoli musicali.
Il Parc de Bruxelles è servito dalla fermata della metropolitana Parc (linee 1 e 5); nelle vicinanze si trovano inoltre le fermate Arts-Loi (linee 1, 2, 5 e 6) e Trône (linee 2 e 6) e numerose linee del trasporto pubblico di superficie.

## Storia

### Area di caccia
Il Warande era dall'XI secolo un terreno di caccia che dominava il castrum, la prima fortezza sull'isola di Saint-Géry nella città bassa. A partire dal XIII secolo, il parco prende forma grazie a una serie di espropri. L’adiacente palazzo del Coudenberg fu ricostruito e ampliato nel XIV secolo sotto il duca Giovanni III di Brabante ed in seguito sotto il duca borgognone Filippo il Buono nel XV secolo.
L'area di caccia retrostante divenne un parco diviso in due parti: il Parco Grande (Warande), utilizzato come riserva di caccia e popolato da cervi, cinghiali e stambecchi, che si estendeva, alla fine del regno di Carlo V, a rue de Louvain e ai bastioni situati sulla porta di Namur; l'altra parte, il Parco Piccolo, situato tra la parte posteriore del palazzo e il bosco, comprendeva un giardino ornamentale, un vigneto, un aranceto, voliere di uccelli esotici, aiuole fiorite e uno stagno.

### Incendio e ricostruzione
Nella notte tra il 3 e il 4 febbraio 1731, il palazzo del Coudenberg venne distrutto da un violento incendio, divampato nelle cucine, dove si stavano preparavano i dolci per un ballo imminente. Dopo aver domato le fiamme, l'entità del disastro divenne visibile; anche il parco era andato distrutto. Venne proposta una ricostruzione parziale del palazzo e dei giardini, ma i costi troppo elevati resero inattuabile il progetto. Per oltre quarant'anni, il parco e le rovine del palazzo rimasero in stato di abbandono, tanto da essere conosciute col nome di Vecchia Corte o Cour brûlée (la Corte bruciata).
Nel 1775, in occasione della commemorazione per il venticinquesimo anniversario della nomina di Carlo Alessandro di Lorena alla carica di governatore generale dei Paesi Bassi austriaci, gli Stati del Brabante meridionale proposero di erigere una statua in suo onore. Il principe Georg Adam von Starhemberg, ministro plenipotenziario dell'imperatrice Maria Teresa d’Austria, suggerì di collocare il monumento sulla piazza antistante le rovine da bonificare. Allo stesso tempo, propose di ingrandire la piazza, ricostruire edifici lungo i suoi lati e ripristinare il parco. L'imperatrice diede il suo assenso il 1º luglio 1775, a condizione che la città di Bruxelles sostenesse interamente i costi; a seguito di trattative, il 10 maggio 1776 si giunse finalmente a una mediazione: la città si sarebbe fatta carico di livellare il terreno per la costruzione del parco e delle tre strade adiacenti (Koningsstraat, Brabantstraat e Hertogstraat), il governo si sarebbe occupato della costruzione del parco stesso. 
Il progetto dell’architetto francese Barnabé Guimard, assistito nella costruzione del parco dal paesaggista austriaco e ispettore della foresta di Soignes Joachim Zinner, consisteva nel realizzare nel rettangolo formato dal parco un punto centrale di riorganizzazione del quartiere circostante, fornendolo di buone vie di comunicazione con la città in forte espansione. I lavori si sarebbero protratti dal 1776 al 1783.
Lungo l’attuale rue Royal era presente uno stagno, detto di Clutinc dal nome del proprietario nel XII secolo, e dove attualmente sorge il Palazzo Reale era presente un avvallamento utilizzato per disputare tornei e giostre. In generale il terreno in tutta la zona era ricco di collinette, si procedette quindi prima di tutto a livellare la zona. Furono abbattuti 1218 alberi, per creare i nuovi viali che collegavano i palazzi e le vie adiacenti.
Nel 1781 il direttore del  Théâtre de la Monnaie Alexandre Bultos, assieme a suo fratello Herman, vi aprì una sala da concerto denominata Vauxhall dai Vauxhall Gardens di Londra.

### Danni di guerra
Dal 1789 il parco divenne un punto d'incontro per i nobili che erano sfuggiti alla Rivoluzione francese. Nel 1793 le truppe rivoluzionarie francesi che avevano occupato Bruxelles il 14 novembre dell'anno precedente, devastarono il parco, distruggendone le statue e rovesciando i busti degli imperatori romani che lo adornavano.
A partire dal 1797, in seguito alla rinuncia francese sul Belgio, la città di Bruxelles riacquisì il controllo del parco, inizialmente come gestore; in seguito, con decreto reale del 23 aprile 1817, ne divenne proprietaria e si assunse il compito di restaurarlo e di ripopolarlo di statue e busti. La mancanza di denaro convinse la città ad organizzare una sottoscrizione pubblica, in seguito alla quale il parco sarebbe stato affidato alla cura dei trenta donatori più generosi; il risultato superò di gran lunga le aspettative e i donatori nominarono sette rappresentanti che avrebbero formato il comitato di gestione del parco.
Durante la rivoluzione belga, che portò alla secessione delle Province del Sud dal Regno Unito dei Paesi Bassi ed alla nascita del Belgio indipendente, l'esercito regolare olandese, assediato dagli insorti, si accampò nel parco dal 23 al 27 settembre 1830, data del suo ritiro ad Anversa.

### Restauri contemporanei
Il parco è stato oggetto di un'accurata campagna di restauro, completata nel 2001: le alberate sono state integrate o ripiantate, le siepi sono state risanate, i viali sono stati ritracciati e il chiosco e gli arredi del parco sono stati riportati all’antico splendore. Sono stati installati nuovi bagni pubblici e un padiglione per bevande e piccoli snack.